# Американска гъска
Американска гъска (Anser rossii) е вид птица от семейство Патицови (Anatidae).

## Разпространение
Видът е разпространен в Канада, Мексико и САЩ.